# El pastor desesperado
El pastor desesperado es un romance anónimo que forma parte de la tradición oral española desde, al menos, el siglo xvi. Se trata de una muestra representativa de los romances sobre pastores desesperados por el amor no correspondido, composiciones que abundaron en su época.
Fue recogido por Ramón Menéndez Pidal en Flor nueva de romances viejos (1928) y musicalizado, entre otros artistas, por Paco Ibáñez en A flor de tiempo (1979).
El romance narra la despedida de un pastor enamorado y su posterior sepultura en medio del prado.

## Romance
Por aquel lirón arriba

lindo pastor va llorando;

del agua de los sus ojos

el gabán lleva mojado.

«Buscaréis ovejas mías

pastor más aventurado

que os lleve a la fuente fría

y os caree con su cayado.

¡Adiós, adiós, compañeros,

las alegrías de antaño!

Si me muero de este mal

no me enterréis en sagrado;

no quiero paz de la muerte,

pues nunca fui bien amado;

enterreisme en prado verde

donde paste mi ganado,

con una piedra que diga:

"¡Aquí murió un desdichado!

Murió del mal del amor,

que es un mal desesperado."»

Ya lo entierran al pastor

en medio del verde prado

al son de un triste cencerro,

que no hay allí campanario.

Tres serranitas le lloran

al pie del monte serrano.

Una decía: «¡ay, mi primo!».

Otra decía: «¡ay, mi hermano!».

Y la más chiquita de ellas:

«adiós, lindo enamorado,

mal te quise por mi mal,

siempre viviré penando».